# Hypsometra ericinellae
Hypsometra ericinellae là một loài bướm đêm trong họ Geometridae.